# Comuna Romanivka, Popilnea
Romanivka (în ucraineană Романівська сільська рада) este o comună în raionul Popilnea, regiunea Jîtomîr, Ucraina, formată din satele Dehtearka, Koșleakî și Romanivka (reședința).

## Demografie
Componența lingvistică a comunei Romanivka
     Ucraineană (98,73%)
     Alte limbi (1,27%)
Conform recensământului din 2001, majoritatea populației comunei Romanivka era vorbitoare de ucraineană (98,73%), existând în minoritate și vorbitori de alte limbi.